# Internacional (álbum)
Internacional (internacionalmente intitulado Sandy & Junior) é o décimo álbum de estúdio da dupla brasileira Sandy & Junior. O seu lançamento ocorreu em 4 de junho de 2002, pela Universal Music. Após o lançamento de álbuns e turnês bem-sucedidos no Brasil, Sandy e Junior foram creditados por abrir caminho para uma onda de pop adolescente no país no final da década de 1990 e início dos anos 2000. Max Hole, então diretor de marketing da Universal Music na Inglaterra, interessou-se pela dupla e propôs que eles expandissem seu sucesso a nível mundial. As conversas começaram em 2000 e, em meados de 2001, a dupla viajou a Los Angeles para gravar dois álbuns: um em língua portuguesa, lançado no mesmo ano, e o outro composto por canções em inglês. As canções originalmente gravadas em inglês, mas não todas, também tiveram versões em espanhol, francês e português. 
Internacional contou com alguns dos produtores mais requisitados da época, com o intuito de expandir o sucesso da dupla e capitalizar o sucesso do teen pop que era produzido no final da década de 1990 e início dos anos 2000. Sua sonoridade também incorpora elementos de R&B, enquanto as letras das canções exploram temas como amor e relacionamentos através de uma perspectiva adolescente. A gravadora investiu uma grande quantidade de esforço e capital para que a dupla fizesse promoção pela Europa e América Latina durante os anos de 2002 e 2003. O primeiro single, "Love Never Fails" (que também teve versões em espanhol, francês e português), experimentou sucesso moderado em alguns países da América Latina e Europa; ao passo em que no Brasil foi a música mais executada pelas rádios brasileiras em seu ano de lançamento. 
Internacional obteve um desempenho comercial favorável; no Brasil listou-se entre os mais adquiridos na parada publicada pela revista IstoÉ Gente e, de acordo com a Pro-Música Brasil (PMB), foi o nono disco mais adquirido de 2002. Tal desempenho comercial positivo resultou em uma certificação de platina emitida pela PMB e a de ouro emitida pela Associação Fonográfica Portuguesa (AFP). A recepção da crítica brasileira foi negativa, com acusações de falta de personalidade no projeto. No entanto, algumas publicações estrangeiras o elogiaram. Embora parte da mídia tenha noticiado que os irmãos falharam em tentar conquistar outros mercados, tanto os cantores quanto a Universal Music viam a consolidação internacional como um "projeto a longo prazo". A promoção terminou em 2003, e Sandy e Junior citaram motivos pessoais para o encerramento precoce das atividades de divulgação.

## Antecedentes e desenvolvimento
No final da década de 1990, Sandy e Junior estavam fazendo a transição de cantores mirins para ídolos adolescentes da música pop. Eles foram creditados por liderar uma onda de artistas adolescentes no Brasil durante esse período e o início da década seguinte e, tendo vendido mais de 10 milhões de álbuns àquela altura. A gravadora Universal Music resolveu investir na carreira internacional da dupla, que até então havia experimentado apenas versões em português de canções de artistas estrangeiros como Savage Garden, Celine Dion, Bee Gees e Whitney Houston. No álbum anterior, a dupla chegou a gravar "Endless Love", mas dessa vez na sua versão original, em inglês, e a canção foi tida como uma prévia do trabalho internacional, que viria a seguir.
A iniciativa de lançar a dupla no mercado internacional foi de Max Hole, que era diretor de marketing da Universal Music da Inglaterra. Em 2000, ele viajou ao Brasil para se encontrar com Sandy e Junior e assistiu a um show da turnê Quatro Estações. Sandy e Junior gravaram 12 canções em inglês em meados de 2001, em estúdios de Miami e Los Angeles. O investimento foi de 1 milhão de dólares e cinco produtores foram contratados, incluindo Simon Franglen, Steve Robson, Tony Swain e Moogie Canazio. A chamada "operação Sandy e Junior", da Universal, previa que seria necessário investimento de US$ 1,5 milhão para transformar os irmãos em estrelas internacionais. O empresário responsável pela carreira internacional do duo foi Richard Ogden.
 

Em outubro de 2001, Sérgio Martins, da Veja, comentou sobre os preparativos para a estreia da dupla no seguimento do teen pop internacional e afirmou que "o mercado para cantores e dançarinos adolescentes" estava dando "sinais de saturação" em países como Estados Unidos. José Teles, do Jornal do Commercio, escreveu em outubro de 2001:
[...] depois do advento dos irmãos Sandy & Junior, o show business brasileiro não pode ser mais o mesmo. Houve dezenas de ídolos infanto-juvenis no Brasil, mas nenhum com o profissionalismo, talento e competência dessa moça de 18 anos e seu irmão de 17, cujo fanatismo que despertam lembra os tempos da beatlemania, ou mais recentemente, a menudomania. Só um acidente de percurso evitará que Sandy & Junior tornem-se superastros do valioso mercado hispânico, nas três Américas.
 Para gravar seu primeiro álbum em inglês, o envolvimento da dupla com a língua inglesa foi grande desde o fim das gravações da novela Estrela-Guia (2001). A Universal Music chegou a mandar uma preparadora vocal norte-americana para passar 15 dias com Sandy e Junior em Campinas falando inglês o tempo todo. Apesar disso, os dois já dominavam o idioma. Os irmãos também falaram sobre a experiência de gravar versões em espanhol, francês e português para algumas faixas: "Cada idioma é único. O idioma influencia muito as canções e faz com que elas soem diferentes em cada língua", afirmou Sandy em entrevista à revista Billboard. Eles tiveram mais facilidade para gravar em espanhol e, de forma geral, não acharam confusa a experiência de gravar em diversas idiomas num curto período de tempo.
"Tem sido tão emocionante trabalhar com pessoas que nunca pensamos vir a conhecer, como a Dianne Warren", afirmou Junior; "Sim, sou uma grande fã dela, por isso foi um momento emocionante. Ela é demais, e muito divertida", acrescentou Sandy. A sonoridade incorpora pop, dance-pop e R&B, enquanto as letras das canções abordam temas como amor e relacionamentos de um ponto de vista dos adolescentes. Cinco das canções foram gravadas por outros artistas anteriormente, sendo elas: "Love Never Fails" (pela cantora Kathie Lee Gifford, em 2000, para o The Heart of a Woman), "Words are not Enough" (pela banda inglesa Steps, em 2001), "Don't Say You Love Me" (pelo grupo The Corrs, em 1997, para o Talk On Corners), "We've Only Just Begun" (pela dupla The Carpenters, em 1970, para Close to You) e "Whenever You Close Your Eyes" (pelo cantor Tommy Page, em 1991, para From The Heart).

## Lançamento e divulgação
Sandy e Junior comentaram o desafio de gravar e divulgar as canções em diferentes países com diferentes idiomas:
"Eu não tenho dificuldade para aprender outras línguas, mas a Sandy é impressionante! [...] [Ela] chega num país, conversa com as pessoas no caminho, anota e aprende. Na Alemanha, ela saiu falando umas frases e o público adorou. E eu tenho que correr atrás né, para não parecer antipático." —Junior

"Fomos fazer um show no México e tínhamos que cantar em espanhol. Na primeira música, comecei a cantar em francês! Quando me dei conta, mudei rapidamente e continuei em espanhol. Mas todo mundo percebeu que a gente estava confuso e foi uma gargalhada geral." —Sandy
O lançamento ocorreu em junho de 2002. Para a divulgação, viagens por diversos países foram marcadas, a saber: Na Alemanha, a dupla chegou a apresentar-se no programa para adolescentes The Dome e na versão alemã do Top of the Pops, onde cantaram com banda e dançarinos "Love Never Fails" (duas vezes), além de "Words Are Not Enough". Concederam entrevistas para jornais e revistas, bem como para rádios do país (como a RTL 2). 
Seguindo o curso, a dupla dirigiu-se para a Espanha, participaram do programa Musica 3 TV onde performaram "El Amor No Fallara" e "Convence Al Corazon". Completando a série de apresentações na TV do país, apresentaram-se no A Tu Lado, MTV España, Nickelodeon España, Musica Si (onde cantaram "Convence Al Corazon"). Também houve entrevistas para a Radio Club 25 e a estação de rádio Marca. A dupla seguiu então para a Suíça (onde fizeram um acústico de algumas canções num jantar do European MD's) e Porto Rico. Outros países visitados foram Portugal, Chile e México. No Chile, Sandy e Junior se apresentaram no Festival Internacional da Canção de Viña del Mar, onde Sandy recebeu o título de Miss Simpatia através de uma votação feita por jornalistas do festival. Após a passagem pelo Chile em fevereiro de 2003, eles voltaram a divulgar o disco na Europa, conforme noticiou Ancelmo Gois, d'O Globo, na época.
O disco foi lançado com faixas diferentes em várias partes do mundo. Em 2003, a Universal Music resolveu lançar todas as faixas não lançadas no Brasil no CD 2 de Ao Vivo no Maracanã, excluindo apenas remixes em espanhol e em francês. Na época em que Sandy e Junior voltaram ao Brasil para fazer um show no estádio do Maracanã, em outubro de 2002, parte da mídia já os acusava de terem falhado em tentar conquistar outros mercados. Apesar disso, tanto a Universal Music quanto Sandy e Junior esperavam resultados "sólidos" a longo prazo. Posteriormente, Sandy disse que "[a carreira internacional] foi um passo que nem sonhávamos dar, mas recebemos convites e fomos levando. A coisa foi acontecendo e, quando vimos, estávamos fazendo divulgação na Espanha, na Itália, na Alemanha, na América Latina. Foi muito bacana. A gente nem chegou a lançar CD na maioria dos países". Apesar dos irmãos terem alegado que voltariam a divulgá-lo após o lançamento de um disco em português e a gravação de um filme, sua promoção foi interrompida em meados de 2003, por causa da "pressão de trabalhar fora, longe de casa, dos pais e dos amigos", disse Junior. Um dos próximos passos seria a divulgação nos Estados Unidos, mas isso nunca aconteceu.
"Tem gente que encara como mais um passo na carreira e tem quem ache que é a chance da vida. Mas comigo foi o oposto, e foi por isso que eu parei. Meio que fui sendo levada. A Universal de Londres estava de olho. Foi uma decisão em que não tive tempo para pensar e amadurecer. Quando vi, estava lá. Era muito jovem, estava num turbilhão de trabalhos. Tive que me virar em três: programa na Globo, novela, terminando a escola. Fomos disco de ouro em Portugal, cantei em francês, ficamos no top 10 na Espanha, em primeiro lugar na MTV Itália... Meu Deus, hoje olho para trás e não sei como dei conta de tudo isso. Sou uma só, estou satisfeita com minha carreira no Brasil. E eu não quero viver só para trabalhar, quero desfrutar das coisas que a carreira me traz. Minha vida é aqui." 
—Sandy falando sobre a carreira internacional da dupla em entrevista para a Billboard Brasil, em 2010.

### Singles
O primeiro single do projeto, "Love Never Fails" - que teve versões em espanhol, francês e português - atingiu o número um no Brasil, top dez em Portugal, Chile e Venezuela e top vinte na Espanha e México, enquanto seu videoclipe — que foi exibido pela primeira vez no programa Fantástico em 11 de maio —, culminou a parada de videoclipes da MTV Itália. A versão em espanhol também experimentou sucesso na Colômbia e Argentina. Fechou como a canção mais executada pelas rádios brasileiras naquele ano. A versão em espanhol do segundo single, "Words Are Not Enough", atingiu o top dez no Chile.

## Crítica profissional
| Críticas profissionais | Críticas profissionais |
| Avaliações da crítica  | Avaliações da crítica  |
| Fonte                  | Avaliação              |
| ---------------------- | ---------------------- |
| AllMusic               | [ 16 ]                 |
| CliqueMusic            | [ 3 ]                  |
| O Globo                | Desfavorável           |
| Billboard              | Favorável              |
| IstoÉ Gente            | [ 18 ]                 |

As avaliações da crítica especializada foram mistas. Drago Bonacich, do banco de dados Allmusic, o definiu como: "todo R&B e pop latino, com performances refinadas e sentimentais". Marco Antonio Barbosa, do site brasileiro CliqueMusic, fez uma crítica negativa e elegeu We've Only Just Begun, como "o destaque (..) ainda que meio comprometida pelo arranjo padronizado". Antônio Carlos Miguel, do jornal O Globo fez uma crítica negativa, ressaltando: "Falta identidade, numa sucessão de baladas e canções dançantes que abusam de clichês desse gênero".
Leila Cobo, da revista Billboard americana, fez uma crítica favorável ao disco, ressaltando que o uso de instrumentos acústicos tornou o som mais intimista, ainda acrescentando: "Tudo é prazeroso, belamente feito e totalmente mainstream". Mauro Ferreira, da revista IstoÉ Gente, fez uma crítica desfavorável, na qual afirmou que "o som da dupla é açucarado e chatinho. Sandy desperdiça sua voz afinada em baladas previsíveis como “When You Need Somebody” e “Don’t Say You Love Me”. Mas o pior são faixas como “Must Be Magic”, quando a dupla tenta entrar na batida dançante de musas adolescentes como Britney Spears".

## Lista de faixas
- fonte:[41]

| N.º            | Título                         | Compositor(es)                                 | Produtor(es)               | Duração |  |
| 1.             | "Love Never Fails"             | J. Pederson K. Dahlgaard J. Morrison J. Voughn | Jam Delgado Simon Franglen | 3:36    |  |
| 2.             | "Words Are Not Enough"         | P. Nylen A. Carlsson                           | Simon Franglen             | 3:18    |  |
| 3.             | "Right Thing To Do"            | J. Kask S. Solomon P. Manson                   | Steve Robson               | 3:41    |  |
| 4.             | "When You Need Somebody"       | Steve Robson P. Kearney D. Joseph              | Robson                     | 3:59    |  |
| 5.             | "Don't Say You Love Me"        | C. Bayer Sager; J. Corr A. Corr                | Franglen                   | 4:36    |  |
| 6.             | "Precious Time"                | P. Nylen A. Thompson                           | Franglen                   | 3:28    |  |
| 7.             | "Must Be Magic"                | B. Spalter M. Norfleet R. Nevil E. Nuri        | Bradley Spalter            | 3:11    |  |
| 8.             | "We've Only Just Begun"        | R. Nichols P. Williams                         | Franglen                   | 3:33    |  |
| 9.             | "Don't Run Away With My Heart" | J. Pederson K. Dahlgaard M. Jay G. Chambers    | Jam & Delgado              | 3:50    |  |
| 10.            | "This Is Me"                   | J. Pederson K. Dahlgaard C. Braide             | Jam & Delgado              | 4:04    |  |
| 11.            | "Whenever You Close Your Eyes" | Diane Warren M. Bolton                         | Franglen                   | 4:43    |  |
| Duração total: | Duração total:                 | Duração total:                                 | Duração total:             | 46:13   |  |

| Internacional – Edição Brasil: Bônus | |                                         |                |         |  |
| N.º                                  | Título | Compositor(es)                          | Produtor(es)   | Duração |  |
| 12.                                  | "O Amor nos Guiará" (Love Never Fails em português)                                                                                                 | Dudu Falcão e Sandy                     | Jam & Delgado  | 3:38    |  |
| 13.                                  | "Super-Herói (Não É Fácil)" (Versão em português de "Superman (It's Not Easy)")                                                                     | John Ondrasik; Versão: Maurício Gaetani | Moogie Canázio | 3:45    |  |
| 14.                                  | "Faixa Multimidia" (Videoclipe de "Love Never Fails"; Galeria de fotos; Letra e tradução de "Love Never Fails"; Traduções de todas as música do CD) |                                         |                |         |  |

| Internacional – Edição Estados Unidos: Bônus |                                             |                                                                 |         |  |
| N.º                                          | Título                                      | Compositor(es)                                                  | Duração |  |
| 12.                                          | "Until I See You Again"                     | Johnny Pedersen; Karsten Dahlgaard; Michael Jay                 | 3:50    |  |
| 13.                                          | "I Wanna Be Where You Are"                  | Karl Sturkin; Evan Rogers                                       | 3:33    |  |
| 14.                                          | "The Moon And The Deep Sea" ((A Lenda))     | Kiko, Feghali, Nando; Versão: Brock Walsh                       | 4:25    |  |
| 15.                                          | "I Will Lift You Up" ((As Quatro Estações)) | Sandy, Álvaro Socci, Cláudi Matta; Versão: J. James, S. W-James | 3:58    |  |
| 16.                                          | "Words Are Not Enough" (Spanish Fly Remix)  |                                                                 | 5:31    |  |
| 17.                                          | "Love Never Fails" (Spanish Fly Club Mix)   |                                                                 | 6:06    |  |

| Internacional – Edição França: Bônus |                                             |                |         |  |
| N.º                                  | Título                                      | Compositor(es) | Duração |  |
| 12.                                  | "L'amour...Ce Remede" ((Love Never Fails))  |                | 3:34    |  |
| 13.                                  | "Le Pire Des Mots" ((Words Are Not Enough)) |                | 3:16    |  |

| Internacional – Edição Estados Unidos: Latina |                                                               |                                                                  |         |  |
| N.º                                           | Título                                                        | Compositor(es)                                                   | Duração |  |
| 1.                                            | "El Amor No Fallará" (Love Never Fails em espanhol)           | Versão: Nacho Maño                                               | 3:37    |  |
| 2.                                            | "Convence Al Corazón" (Words Are Not Enough em espanhol)      | Versão: Raquel e Nuria Díaz                                      | 3:06    |  |
| 3.                                            | "Tan Dentro De Ti" (Whenever You Close Your Eyes em espanhol) | Versão: Nacho Maño                                               | 4:41    |  |
| 4.                                            | "Muy Cerca De Ti" (When You Need Somebody em espanhol)        | Versão: Raquel e Nuria Díaz                                      | 3:50    |  |
| 5.                                            | "La Leyenda" (A Lenda em espanhol)                            | Versão: Raquel e Nuria Díaz                                      | 4:26    |  |
| 6.                                            | "Não Dá Pra Não Pensar"                                       | Sandy; Junior                                                    | 3:53    |  |
| 7.                                            | "This Is Me"                                                  | J. M. Pederson; K. Dahlgaard; C. Braide                          | 4:04    |  |
| 8.                                            | "Love Never Fails" (Spanglish Version)                        | J. M. Pederson; K. Dahlgaard; J. Morrison; J. Voughn; Nacho Maño | 3:37    |  |
| 9.                                            | "El Amor No Fallará" (Spansih Fly Remix, radio edit)          | Nacho Maño                                                       | 3:54    |  |
| 10.                                           | "El Amor No Fallará" (Video)                                  |                                                                  |         |  |

| Internacional – Edição Argentina, Chile e México |                                                               |                                                   |                 |         |  |
| N.º                                              | Título                                                        | Compositor(es)                                    | Produtor(es)    | Duração |  |
| 1.                                               | "El Amor No Fallará" (Love Never Fails em espanhol)           | Versão: Nacho Maño                                |                 | 3:37    |  |
| 2.                                               | "Convence Al Corazón" (Words Are Not Enough em espanhol)      | Versão: Raquel e Nuria Díaz                       |                 | 3:06    |  |
| 3.                                               | "Tan Dentro De Ti" (Whenever You Close Your Eyes em espanhol) | Versão: Nacho Maño                                |                 | 4:41    |  |
| 4.                                               | "Muy Cerca De Ti" (When You Need Somebody em espanhol)        | Versão: Raquel e Nuria Díaz                       |                 | 3:50    |  |
| 5.                                               | "La Leyenda" (A Lenda em espanhol)                            | Versão: Raquel e Nuria Díaz                       |                 | 4:26    |  |
| 6.                                               | "Right Thing To Do"                                           | J. Kask; S. Solomon; P. Manson                    | Steve Robson    | 3:41    |  |
| 7.                                               | "Don't Say You Love Me"                                       | C. Bayer Sager; J. Corr; A. Corr                  | Simon Franglen  | 4:36    |  |
| 8.                                               | "Precious Time"                                               | P. Nylen; A. Thompson                             | Simon Franglen  | 3:28    |  |
| 9.                                               | "Must Be Magic"                                               | B. Spalter; M. Norfleet; R. Nevil; E. Nuri        | Bradley Spalter | 3:11    |  |
| 10.                                              | "I Wanna Be Where You Are"                                    | Karl Sturkin; Evan Rogers                         | Steve Robson    | 3:33    |  |
| 11.                                              | "We've Only Just Begun"                                       | R. Nichols; P. Williams                           | Simon Franglen  | 3:33    |  |
| 12.                                              | "Don't Run Away With My Heart"                                | J. M. Pederson; K. Dahlgaard; M. Jay; G. Chambers | Jam & Delgado   | 3:50    |  |
| 13.                                              | "Untill I See You Again"                                      | Johnny Pedersen; Karsten Dahlgaard; Michael Jay   | Jam & Delgado   | 3:50    |  |
| 14.                                              | "This Is Me"                                                  | J. M. Pederson; K. Dahlgaard; C. Braide           | Jam & Delgado   | 4:04    |  |
| 15.                                              | "El Amor No Fallará" (Spansih Fly Remix, radio edit)          | Nacho Maño                                        |                 | 3:54    |  |
| 16.                                              | "El Amor No Fallará" (Video)                                  |                                                   |                 |         |  |

| Internacional – Edição Itália |                                                       |                                                      |                              |         |  |
| N.º                           | Título                                                | Compositor(es)                                       | Produtor(es)                 | Duração |  |
| 1.                            | "Love Never Fails"                                    | J. M. Pederson; K. Dahlgaard; J. Morrison; J. Voughn | Jam; Delgado; Simon Franglen | 3:36    |  |
| 2.                            | "Words Are Not Enough"                                | P. Nylen; A. Carlsson                                | Simon Franglen               | 3:18    |  |
| 3.                            | "Right Thing To Do"                                   | J. Kask; S. Solomon; P. Manson                       | Steve Robson                 | 3:41    |  |
| 4.                            | "When You Need Somebody"                              | Steve Robson; P. Kearney; D. Joseph                  | Steve Robson                 | 3:59    |  |
| 5.                            | "Don't Say You Love Me"                               | C. Bayer Sager; J. Corr; A. Corr                     | Simon Franglen               | 4:36    |  |
| 6.                            | "Precious Time"                                       | P. Nylen; A. Thompson                                | Simon Franglen               | 3:28    |  |
| 7.                            | "Must Be Magic"                                       | B. Spalter; M. Norfleet; R. Nevil; E. Nuri           | Bradley Spalter              | 3:11    |  |
| 8.                            | "Wannabee Where You Are"                              | C. Sturkin; E. Rogers                                | Steve Robson                 | 3:33    |  |
| 9.                            | "We've Only Just Begun"                               | R. Nichols; P. Williams                              | Simon Franglen               | 3:33    |  |
| 10.                           | "Don't Run Away With My Heart"                        | J. M. Pederson; K. Dahlgaard; M. Jay; G. Chambers    | Jam & Delgado                | 3:50    |  |
| 11.                           | "Untill I See You Again"                              | Johnny Pedersen; Karsten Dahlgaard; Michael Jay      | Jam & Delgado                | 3:50    |  |
| 12.                           | "This Is Me"                                          | J. M. Pederson; K. Dahlgaard; C. Braide              | Jam & Delgado                | 4:04    |  |
| 13.                           | "Whenever You Close Your Eyes"                        | D. Warren; M. Bolton                                 | Simon Franglen               | 4:43    |  |
| 14.                           | "El Amor No Fallará" (Love Never Fails em espanhol)   | Versão: Nacho Maño                                   |                              | 3:37    |  |
| 15.                           | "Faixa Multimidia" (Videoclipe de "Love Never Fails") |                                                      |                              |         |  |

| Internacional – Edição Espanha |                                                               |                                                                                |         |  |
| N.º                            | Título                                                        | Compositor(es)                                                                 | Duração |  |
| 1.                             | "El Amor No Fallará" (Love Never Fails em espanhol)           | Versão: Nacho Maño                                                             | 3:37    |  |
| 2.                             | "Convence Al Corazón" (Words Are Not Enough em espanhol)      | Versão: Raquel e Nuria Díaz                                                    | 3:06    |  |
| 3.                             | "Tan Dentro De Ti" (Whenever You Close Your Eyes em espanhol) | Versão: Nacho Maño                                                             | 4:41    |  |
| 4.                             | "Muy Cerca De Ti" (When You Need Somebody em espanhol)        | Versão: Raquel e Nuria Díaz                                                    | 3:50    |  |
| 5.                             | "La Leyenda" (A Lenda em espanhol)                            | Versão: Raquel e Nuria Díaz                                                    | 4:26    |  |
| 6.                             | "Right Thing To Do"                                           | J. Kask; S. Solomon; P. Manson                                                 | 3:41    |  |
| 7.                             | "Don't Say You Love Me"                                       | C. Bayer Sager; J. Corr; A. Corr                                               | 4:36    |  |
| 8.                             | "Precious Time"                                               | P. Nylen; A. Thompson                                                          | 3:28    |  |
| 9.                             | "Must Be Magic"                                               | B. Spalter; M. Norfleet; R. Nevil; E. Nuri                                     | 3:11    |  |
| 10.                            | "We've Only Just Begun"                                       | R. Nichols; P. Williams                                                        | 3:33    |  |
| 11.                            | "Don't Run Away With My Heart"                                | J. M. Pederson; K. Dahlgaard; M. Jay; G. Chambers                              | 3:50    |  |
| 12.                            | "This Is Me"                                                  | J. M. Pederson; K. Dahlgaard; C. Braide                                        | 4:04    |  |
| 13.                            | "Não Dá Pra Não Pensar"                                       | Sandy; Junior                                                                  | 3:53    |  |
| 14.                            | "Quando Você Passa" (Turuturu Turuturu)                       | Francesco Boccia, Gianfranco Calliendo, Ciro Esposito; Versão: Ricardo Moreira | 3:41    |  |
| 15.                            | "El Amor No Fallará" (Spansih Fly Remix, radio edit)          | Nacho Maño                                                                     | 3:54    |  |
| 16.                            | "El Amor No Fallará" (Video Enhanced)                         |                                                                                |         |  |

## Desempenho comercial
Comercialmente, chegou a ficar em primeiro lugar entre os mais vendidos do Rio de Janeiro e na quarta posição em São Paulo, na lista da revista ISTOÉ Gente. Alguns veículos de comunicação divulgaram que o CD teria vendido 350 mil cópias, outros 500 mil, enquanto outros dizem cerca de 700 mil cópias apenas no Brasil. A Pro-Música Brasil (PMB) auditou as primeiras 250 mil cópias, certificando-o com um disco de platina. Segundo a organização, foi o nono mais vendido de 2002.
Em apenas um mês, conseguiu vendas superiores a 20 mil cópias em Portugal, o que tornou-o elegível para um disco de ouro. O prêmio foi recebido pela dupla enquanto divulgavam o trabalho no país. De acordo com a revista Veja, nos Estados Unidos apenas 650 cópias foram adquiridas até setembro de 2002.
| País — Tabela musical (2002) | Posição de pico |
| ---------------------------- | --------------- |
| Brasil (HITS São Paulo)      | 4               |
| Brasil (HITS Rio de Janeiro) | 1               |

| País — Tabela musical (2002) | Posição |
| ---------------------------- | ------- |
| Brasil (ABPD)                | 9       |

| Região                                                                                             | Certificação | Vendas  |
| -------------------------------------------------------------------------------------------------- | ------------ | ------- |
| Brasil (Pro-Música Brasil)                                                                         | Platina      | 700,000 |
| Portugal (AFP)                                                                                     | Ouro         | 20,000  |
| *números de vendas baseados somente na certificação ^distribuições baseadas apenas na certificação |              |         |